# Over the Hills and Far Away (ballata)
O'er o Over the Hills and Far Away (lett. "Sulle colline e via lontano") è una ballata popolare inglese risalente al XVII secolo. Di origine incerta, è diventata col tempo nota come brano inneggiante la vita militare e, soprattutto in tempi recenti, come la colonna sonora della serie televisiva Sharpe nella versione di John Tams.

## Storia
Le origini della ballata sono assai incerte. Il primo a pubblicarla fu il poeta Thomas D'Urfey, che la incluse nella sua antologia musicale del 1706 Wit and Mirth, or Pills to Purge Melancholy. Probabilmente basata su arie precedenti (come ad esempio Jockey's Lamentation) e inizialmente solo strumentale, in pochi anni la canzone conobbe un'enorme popolarità, tanto da essere regolarmente impiegata negli spettacoli teatrali, tra cui si ricordano The Recruiting Officer di George Farquhar (1706) e L'opera del mendicante di John Gay (1728). Ogni autore ne ha fornito un testo diverso: mentre D'Urfey la riportò con la probabile tematica originaria di una storia d'amore, da Farquhar in poi la canzone cominciò a concernere il reclutamento nell'esercito britannico e la vita sotto le armi (tanto che durante il regno della regina Anna d'Inghilterra ne è testimoniato l'impiego da parte delle autorità inglesi). Solo Gay, rifacendosi alla versione originaria di D'Urfey, riprese la tematica amorosa, con la particolarità di rendere la canzone un duetto maschile-femminile.
Durante il XVIII secolo la canzone rimase popolare sia nel Regno Unito che nelle Tredici Colonie, esportatavi dalle truppe britanniche durante le numerose campagne militari, come ad esempio la guerra del 1812. Il brano non ha mai smesso di essere cantato nel mondo anglosassone, venendo anche rielaborato in tempi moderni da Martin Carthy nel suo album O'er the Hills (1971) e soprattutto da John Tams (1993) come colonna sonora per la serie televisiva Sharpe tratta dai romanzi di Bernard Cornwell e con Sean Bean nei panni del protagonista Richard Sharpe (con lo stesso Tams impiegato come attore-cantante).
A parte il titolo condiviso non pare esserci invece correlazione tra la ballata e i singoli dei Led Zeppelin e dei Nightwish, quest'ultimo a sua volta una cover di un brano di Gary Moore.